# Karl Burk
Johannes Karl Burk (14. března 1898 – 23. září 1963) byl německý veterán první světové války a důstojník Waffen-SS v hodnosti SS-Brigadeführer und Generalmajor der Waffen-SS (Generálmajor) za druhé světové války. Mimo jiné byl i držitelem německého kříže ve zlatě.

## První světová válka a předválečná léta
Narodil se 14. března roku 1898 ve městě Buchenau v Bavorsku jako syn farmáře. Po dokončení základní školy se živil stejně jako jeho otec farmařinou a to až do 15. dubna roku 1913, kdy vstoupil do armády a byl zařazen do poddůstojnické školy v Sigmaringenu. Zhruba v polovině února 1915 byl přeřazen do poddůstojnické školu ve městě Weissenfels. Počátkem října roku 1916 však školu dokončil a byl zařazen k záložnímu praporu 155. Dolnosaského pěšího pluku (Nieder-Saschen Infanterie-Regiment Nr. 155). Zde však příliš dlouho nezůstal, protože krátce poté byl zařazen k 1. rotě téhož pluku. U této jednotky zůstal až do konce války. Účast v bojích prvních světové války vynesla Burkovi oba stupně železného kříže.
Po skončení války zůstal v armádě a slouží u 2. baterie 10. pěšího dělostřeleckého pluku (Fuß Artilerie-Regiment Nr. 10) až do poloviny března roku 1920 a poté i u 2. baterie 5. dělostřeleckého pluku (Artillerie-Regiment Nr. 5). Ve službě zůstal až do 4. února roku 1927, kdy opustil armádu jako Oberwachtmeister. Do roku 1934 studoval vedení pracovních sil.
Dne 1. března 1933 vstoupil do SS a 7. května téhož roku i do NSDAP. Zároveň byl jmenován pobočníkem u Abschnitt XXX, kde působil od 20. dubna 1935 do 15. ledna roku 1936.

## Druhá světová válka
Poté, co byl dne 9. ledna roku 1939 odvelen od 70. SS-Standarte, byl jmenován do funkce velitele u 8. SS-Standarte "Niederschlesien". Avšak znovu změnil svůj post a byl přidělen ke Oberabschnitt Südost, kde působil až do roku 1941. Poté sloužil u dělostřeleckého pluku Wiking, než 1. května roku 1941 převzal velení SS-Flak Abteilung Ost.
Do června téhož roku mu byla přidělena bojová skupina Kampfgruppe Burk. Poté se stal velitelem štábu 5. SS-Freiwilligen Sturmbrigade Wallonien do září 1944.
V únoru roku 1945 se stal vojenským přidělencem Waffen-SS u ruských dobrovolníků generála Andreje Vlasova. Koncem války velel ještě 15. Waffen-Grenadier Division der SS (lettische Nr. 1), kde působil až do 2. května roku 1945, kdy se vzdal se zbytky divize.
Po propuštění ze zajetí se stěhuje do města Fritzlar v Hesensku, kde také 23. září roku 1963 umírá.

## Shrnutí vojenské kariéry
Data povýšení
- Fahnenjunker - 15. duben, 1913
- Unteroffizier - 1918
- Oberwachtmeister - 4. únor, 1927
- SS-Hauptscharführer - 1. březen, 1933
- SS-Untersturmführer - 20. duben, 1935
- SS-Obersturmführer - 9. listopad, 1935
- SS-Hauptsturmführer - 13. září, 1936 (Algemeine-SS)
- SS-Sturmbannführer - 12. září, 1937
- SS-Obersturmbannführer - 9. listopad, 1938
- SS-Obersturmbannführer der Reserve - 1. březen, 1940
- SS-Standartenführer der Reserve - 6. březen, 1942
- SS-Oberführer - 9. listopad, 1943
- SS-Brigadeführer und Generalmajor der Waffen-SS - 20. duben, 1945

Významná vyznamenání
- Německý kříž ve zlatě - 15. listopad, 1942
- Spona k Železnému kříži II. třídy - 30. října, 1941
- Spona k Železnému kříži I. třídy - 8. prosince, 1941
- Pruský železný kříž II. třídy (První světová válka)
- Pruský železný kříž I. třídy (První světová válka)
- Pruská vojenská medaile II. třídy (První světová válka)
- Válečný záslužný kříž I. třídy s meči - 20. duben, 1943
- Válečný záslužný kříž II. třídy s meči
- Útočný odznak pěchoty v bronzu
- Všeobecný útočný odznak
- Medaile za východní frontu
- Kříž cti
- Armádní protiletecký odznak
- Totenkopfring
- Sudetská pamětní medaile se sponou Pražský hrad
- Medaile za Anschluss
- Čestná dýka Reichsführera-SS
- Sportovní odznak SA[1] ve zlatě
- Říšský sportovní odznak[2] ve stříbře